# 전주아중중학교
전주아중중학교(全州亞中中學校)는 대한민국 전북특별자치도 전주시 덕진구 우아동2가에 있는 공립 중학교이다.

## 학교 연혁
- 1999년 11월 22일 : 학교 설립인가(24학급)
- 2005년 2월 7일 : 학급 인가 사항 변경(30학급)
- 2005년 3월 1일 : 전주아중중학교 개교
- 2005년 3월 2일 : 제1대 김용석 교장 취임
- 2005년 3월 2일 : 제1회 신입생 입학(10학급 358명)
- 2022년 3월 1일 : 제6대 박성률 교장 취임
- 2024년 1월 5일 : 제17회 256명 졸업(총 졸업생 수 5,762명)
- 2024년 3월 4일 : 2024학년도 신입생 입학(7학급 198명)

## 참고 자료
- 전주아중중학교 - 한국교육학술정보원 학교알리미